# Landschaftsschutzgebiet Rothaarvorhöhen, Typ B
Das Landschaftsschutzgebiet Rothaarvorhöhen, Typ B mit 534 ha Flächengröße liegt im Kreis Olpe. Es wurde 2020 durch den Kreistag des Kreises Olpe als Landschaftsschutzgebiet (LSG) vom Typ B (Besonderer Landschaftsschutz: Schutz prägender Wiesentäler und besonderer Funktionsräume) mit dem Landschaftsplan  Nr. 5 Rothaarvorhöhen zwischen Olpe und Altenhundem ausgewiesen. Das LSG befindet sich auf den Stadtgebieten von Lennestadt, Olpe und Kirchhundem. Das LSG besteht aus zahlreichen Teilflächen und geht bis an Siedlungsränder. Meist grenzt das Landschaftsschutzgebiet Rothaarvorhöhen, Typ A an. Von 1984 bis 2020 gehörten die Flächen zum Landschaftsschutzgebiet Kreis Olpe.

## Beschreibung
Das LSG umfasst offene Bachtäler mit darin enthaltenen Fließgewässern, Wiesen und Weiden im Landschaftsplangebiet. Die LSG-Teilflächen erfüllen wichtige Vernetzungsfunktionen und prägen das Landschaftsbild. Die seit Jahrhunderten bewirtschafteten Waldwiesentäler im LSG sind Zeugnis einer bis heute überlieferten historischen Landnutzung und haben eine besondere kulturhistorische Bedeutung.

## Schutzzweck
Der Landschaftsplan führt zum LSG aus: „Heute sind vor allem die von den Ortschaften abgelegenen Grünlandbereiche durch Nutzungsaufgabe und einer damit einhergehenden Verbrachung oder Aufforstung mit Nadelgehölzen gefährdet. Daher ist die Entwicklung einer zukunftsfähigen Nutzung zum langfristigen Erhalt dieser aus naturschutzfachlicher und kulturhistorischer Sicht bedeutenden Lebensräume notwendig. Die Ausweisung von Teilräumen des Plangebietes als LSG Typ B erfolgt vorrangig wegen ihrer Bedeutung für die Leistungsfähigkeit des Naturhaushaltes und wegen der besonderen kulturhistorischen Bedeutung. Im LSG Typ B wird die Leistungsfähigkeit des Naturhaushaltes in besonderer Weise durch ein hohes, sich von sonstigen Offenlandflächen unterscheidendes, naturschutzfachliches Entwicklungspotenzial verkörpert.“
Teile des LSG erfüllen eine wichtige Puffer- und Vernetzungsfunktion Naturschutzgebiete.

## Verbote
Für das LSG wurden fünf spezielle Verbote erlassen:
- „Erstaufforstungen vorzunehmen; die Aufforstung mit Laubholz zur Entwicklung bodenständiger Feuchtwald-Lebensräume (Auen- und/oder Bruchwälder) bedarf der Zustimmung durch die untere Naturschutzbehörde,“
- „Sonderkulturen, wie z. B. Weihnachtsbaum-, Schmuckreisig- und Baumschulkulturen sowie Energieholzplantagen anzulegen; gleichgestellt sind in diesem Zusammenhang landwirtschaftliche Kulturen zur Energieproduktion, soweit es sich dabei nicht um in der Region seit langem bewährte Körner- oder Hackfrüchte handelt,“
- „Grundwasser (einschließlich Staunässe) zu entnehmen oder abzuleiten mit der Folge der Entwässerung von feuchtem Grünland oder sonstigen Feuchtgebieten, Drainagen neu zu verlegen oder zu ändern oder andere den Wasserhaushalt des Gebietes nachteilig verändernde Maßnahmen vorzunehmen; unberührt bleibt die Unterhaltung vorhandener Drainagen,“
- „Dauergrünland umzubrechen (Umbruchverbot); unberührt bleibt der Pflegeumbruch umfassend geschädigter Grasnarben (z. B. durch Wild- oder Dürreschäden) und ein Umbruch zum Zwecke der Umwandlung ackerfähiger Flächen in Abstimmung mit der Landwirtschaftskammer und im Benehmen mit der unteren Naturschutzbehörde. Das Verschlechterungsverbot für gesetzlich geschützte Biotope gilt uneingeschränkt. Auf betriebswirtschaftlich nicht ackerfähigen Standorten ist das Einvernehmen mit der unteren Naturschutzbehörde erforderlich.“
- „Stallmist-, Silage- und Futtermieten anzulegen; unberührt bleibt die vorübergehende Lagerung von Heu- oder Siloballen aus dem an Ort und Stelle angefallenen Material für den Zeitraum von der Ernte bis spätestens zum 30.04. des Folgejahres.“[1]

## Gebote
Für das LSG wurden fünf spezielle Gebote erlassen:
- „standortfremde Gehölze, insbesondere Nadelholzkulturen in Bachauen, zu entfernen und durch standortgerechte und standortheimische Arten oder – unter bestimmten naturschutzfachlichen Erfordernissen – durch extensives Grünland zu ersetzen,“
- „strukturreiche, durch Hecken und Feldgehölze gegliederte Landschaftsräume in ihrem Erscheinungsbild zu erhalten,“
- „die Entwicklung und Erhaltung naturnaher Lebensräume, insbesondere von extensivem Grünland, im Rahmen von freiwilligen vertraglichen Vereinbarungen sicherzustellen,“
- „weite, offene, landwirtschaftlich geprägte Räume, die als Lebensraum von Wiesenbrütern dienen, durch niedrigwüchsige Elemente zu strukturieren (z. B. Krautsäume und Brachen unter Vermeidung von vertikalen Strukturen) und dadurch gleichzeitig das Landschaftsbild aufzuwerten,“
- „die historischen Kulturlandschaftsbereiche in ihrer Ausprägung und ihrem Erscheinungsbild zu erhalten.“[1]

Der Landschaftsplan führt zu den Geboten zudem auf: „Soweit die Gebotsregelungen in Pflege- und Entwicklungsmaßnahmen münden, sollen diese ausschließlich über freiwillige vertragliche Vereinbarungen umgesetzt werden.“